# (35655) 1998 OJ6
1998 أو جاي 6 (ويعرف أيضًا باسم (35655) 1998 أو جاي 6 وفق تسمية الكوكب الصغير) (بالإنجليزية: 1998 OJ6)‏ هو كويكب ضمن حزام الكويكبات؛ وترتيبه 35655 من حيث الاكتشاف.
اكتُشف هذا الجُرم الفلكي بواسطة OCA–DLR Asteroid Survey ‏ في 24 يوليو 1998.

## وصلات خارجية
- (35655) 1998 OJ6 في قاعدة بيانات مختبر الدفع النفاث لأجرام النظام الشمسي الصغيرة

- الاكتشاف · مخطط المدار ·  العناصر المدارية · المعلمات المادية

- (35655) 1998 OJ6 على موقع ويكي سكاي: DSS2, SDSS, GALEX, IRAS, Hydrogen α, X-Ray, Astrophoto, Sky Map, Articles and images